# ریویا موتودا
ریویا موتودا (انگلیسی: Ryuya Motoda؛ زادهٔ ۲ سپتامبر ۱۹۹۴) بازیکن فوتبال اهل ژاپن است.